# Sunao Tawara
Sunao Tawara (Île de Kyushu au Japon, né le 5 juillet 1873, mort le 19 janvier 1952) est un physiologiste japonais, découvreur du nœud atrioventriculaire avec Ludwig Aschoff, structure situé au-dessus du faisceau de His et permettant la transmission de l'influx entre les oreillettes et les ventricules cardiaque.
Le nœud atrioventriculaire est ainsi appelé nœud d'Aschoff-Tawara.

## Biographie
Il étudie la médecine à Tokyo et rejoint en 1903 l'institut d'anatomi-pathologie de Marbourg dirigé par Ludwig Aschoff. Là, en disséquant des cœurs, il individualise une structure formée par des cellules emmêlées "comme dans un nœud" au-dessus du faisceau de His, au niveau du plancher de l'oreillette droite. Il publie sa découverte en 1906 dans un ouvrage intitulé le système conductif dans le cœur des mammifères. Il décrit par ailleurs la division de ce même faisceau en deux branches, droite et gauche, puis en fibres qu'il identifie comme la structure décrite par Purkinje quelques décennies avant. Il en déduit la fonction de conduction de l'influx électrique par l'ensemble de ce système mais favorise la théorie myogène qui dit que ce sont des cellules musculaires modifiées qui sont responsables de cette conduction (par opposition à la théorie neurogène).
Il retourne au Japon en 1906 où il devient professeur de pathologie à Kyushu. Il décède en 1952 d'une démence.